# 旁遮普副南鰍
旁遮普副南鰍（學名：Paraschistura punjabensis），為輻鰭魚綱鯉形目條鰍科副南鰍屬的其中一種。被IUCN列為易危保育類動物，分布於亞洲巴基斯坦和印度淡水流域，體長可達8公分，棲息在礫石底質河川底層水域，生活習性不明。

## 扩展阅读
維基物種上的相關：旁遮普副南鰍